# Bopfinger Bank Sechta-Ries
Die Bopfinger Bank Sechta-Ries eG ist eine Genossenschaftsbank mit Sitz in der baden-württembergischen Stadt Bopfingen im Ostalbkreis.

## Geschichte
Die heutige Bopfinger Bank Sechta-Ries eG wurde im Februar 1884 in Bopfingen gegründet und entstand im Jahr 1999 durch die Fusion der Bopfinger Bank -Raiffeisen- eG mit dem Sitz in Bopfingen mit der Raiffeisenbank Sechta-Ries eG mit dem Sitz in Unterschneidheim.
Die damalige Raiffeisenbank Sechta-Ries eGmbH entstand im Jahr 1971 durch die Fusion der Raiffeisenbank Unterschneidheim eGmbH mit der Raiffeisenbank Zöbingen eGmbH und der Spar- und Darlehnskasse Geislingen eGmbH (alle mit Sitz im heutigen Unterschneidheim) und fusionierte danach nochmals 1973 mit der Raiffeisenbank Zipplingen eGmbH und der Raiffeisenkasse Nordhausen eGmbH (ebenfalls alle mit Sitz im heutigen Unterschneidheim). Im Jahr 1969 fusionierte die Spar- und Darlehnskasse Zipplingen eGmbH bereits mit der Spar- und Darlehnskasse Unterwilflingen eGmbH (mit Sitz im heutigen Unterschneidheim) zur Raiffeisenbank Zipplingen eGmbH.
Die damalige Bopfinger Bank -Raiffeisen- eGmbH fusionierte im Jahr 1973 mit der Raiffeisenbank Kirchheim a.R. eGmbH mit dem Sitz in Kirchheim am Ries, im Jahr 1972 mit der Raiffeisenkasse Dirgenheim eGmbH mit dem Sitz in Dirgenheim und im Jahr 1970 mit der Spar- und Darlehnskasse Utzmemmingen eGmbH mit dem Sitz in Utzmemmingen und der Spar- und Darlehnskasse Walxheim eGmbH. mit dem Sitz in Walxheim.

## Rechtsverhältnisse
Die Bopfinger Bank Sechta-Ries eG ist im Genossenschaftsregister beim Amtsgericht Ulm unter GnR 520005 eingetragen.

## Organisationsstruktur
Rechtsgrundlagen sind das Genossenschaftsgesetz und die durch die Generalversammlung beschlossene Satzung. Organe der Bank sind der Vorstand, der Aufsichtsrat und die Generalversammlung.

## Sicherungseinrichtung
Die Bopfinger Bank Sechta-Ries eG ist der amtlich anerkannten Sicherungseinrichtung des Bundesverbandes der Deutschen Volksbanken und Raiffeisenbanken GmbH und der zusätzlichen freiwilligen Sicherungseinrichtung des Bundesverbandes der Deutschen Volksbanken und Raiffeisenbanken e. V. angeschlossen.

## Geschäftsausrichtung
Die Bopfinger Bank Sechta-Ries eG betreibt das Universalbankgeschäft. Im Verbundgeschäft arbeitet sie mit der DZ Bank, R+V Versicherung, Bausparkasse Schwäbisch Hall, Teambank, VR Leasing, DZ Hyp und der Union Investment zusammen.

## Geschäftsgebiet
Das Geschäftsgebiet liegt im Osten des Ostalbkreises.
An diesen Orten betreibt die Bank Filialen:
- Bopfingen (Hauptstelle, jur. Sitz)
- Unterschneidheim (Geschäftsstelle)